# Newcastle Vipers
Die Newcastle Vipers waren ein Eishockeyclub der Stadt Newcastle upon Tyne in England. Sie spielten von 2002 bis 2011 in der britischen Elite Ice Hockey League. Die Spiele wurden in der Metro Radio Arena, später im Whitley Bay Ice Rink ausgetragen.

## Geschichte

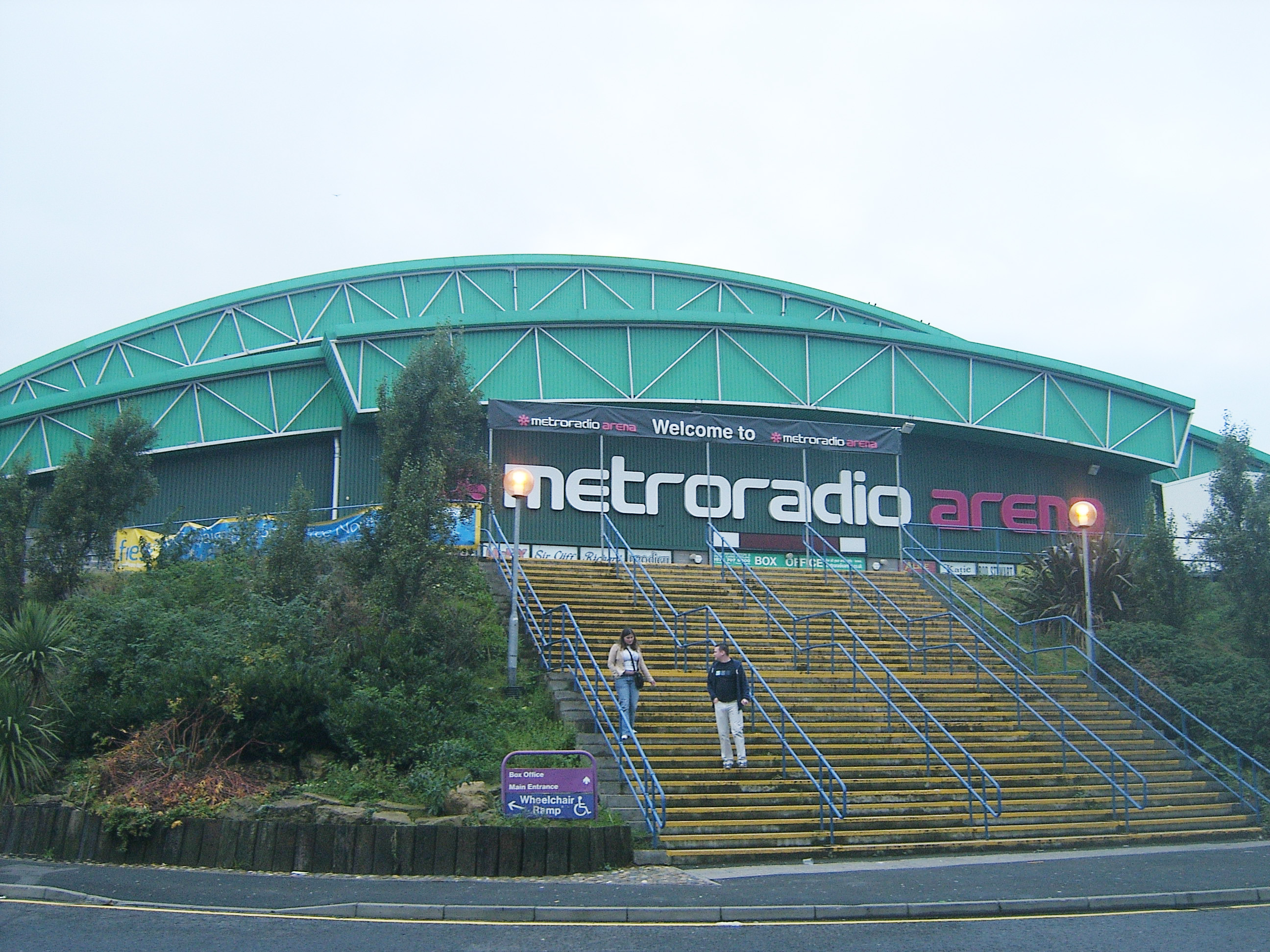
Metro Radio Arena, Heimspielstätte von 2002 bis 2009

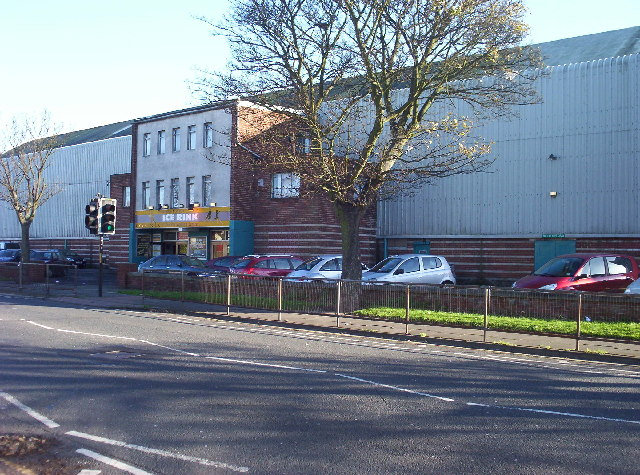
Whitley Ice Rink, Heimspielstätte von 2009 bis 2011

Die Newcastle Vipers lösten die 1999 gegründeten Newcastle Jesters als Profi-Eishockeymannschaft nach einem Jahr ohne Profi-Eishockey in Newcastle ab. Nach drei Saisons in der British National League wechselten die Vipers zur Saison 2005/06 in die Elite Ice Hockey League. Nach einem zweiten Platz nach der Hauptrunde, wurden die Vipers nach den Play-offs in ihrer ersten Saison direkt Playoff-Champion. Sie schlugen im Finale die Sheffield Steelers.
Am 6. Mai 2011 wurde das Team nach anhaltenden finanziellen Schwierigkeiten aufgelöst.

## Erfolge
- EIHL Playoff Champions 2005/06
- Findus Cup Winners 2002/03, 2003/04
- Vizemeister der Elite League 2005/06

First All-Star-Team
- Trevor Koenig und Jan Krajíček (2006)

Second All-Star-Team
- Jonathan Weaver (2006, 2007)
- Andrew Verner (2009)

## Saisonstatistik
Quelle: eliteprospects.com

Legende zur Saisonstatistik: GP oder Sp = Spiele insgesamt; W oder S = Siege; L oder N = Niederlagen; T oder U = Unentschieden; OTS = Siege nach Verlängerung (Overtime);  OTN oder OL = Overtime-Niederlagen; SOS = Shootout-Siege; SOL oder SON = Shootout-Niederlagen; P oder Pkt = Punkte; Pct % = Siege in %; GF oder T = Tore; GA oder GT = Gegentore
| Saison  | Liga | Sp | S  | U | N  | OTS | OTN | T   | GT  | Pkt | Rang | Endrunde                    |
| ------- | ---- | -- | -- | - | -- | --- | --- | --- | --- | --- | ---- | --------------------------- |
| 2002/03 | BNL  | 36 | 12 | 2 | 22 | -   | 0   | 115 | 155 | 26  | 8    | Qualifikation               |
| 2003/04 | BNL  | 36 | 17 | 1 | 16 | -   | 2   | 109 | 135 | 37  | 5    | Qualifikation               |
| 2004/05 | BNL  | 38 | 18 | 1 | 17 | -   | 2   | 123 | 139 | 39  | 2    | Qualifikation               |
| 2005/06 | EIHL | 42 | 25 | 4 | 12 | -   | 1   | 133 | 101 | 55  | 2    | Playoff-Champion            |
| 2006/07 | EIHL | 54 | 22 | - | 29 | 2   | 1   | 151 | 168 | 49  | 8    | Niederlage im Viertelfinale |
| 2007/08 | EIHL | 54 | 24 | - | 22 | 4   | 4   | 159 | 174 | 60  | 5    | Niederlage im Halbfinale    |
| 2008/09 | EIHL | 54 | 14 | - | 29 | 7   | 4   | 147 | 184 | 46  | 7    | Niederlage im Viertelfinale |
| 2009/10 | EIHL | 56 | 17 | - | 31 | 4   | 4   | 165 | 236 | 46  | 7    | Niederlage im Viertelfinale |
| 2010/11 | EIHL | 54 | 12 | - | 40 | -   | 2   | 151 | 282 | 26  | 9    | Playoffs verpasst           |